# Пуговичи
Пуговичи (бел. Пуговічы) — деревня в Островецком районе Гродненской области Белоруссии. Входит в состав Гервятского сельсовета (с 1962 года). Расположена в 30 км от города Островец, в 33 км от железнодорожной станции Гудогай, в 281 км от Гродно. Насчитывает 9 хозяйств, проживает 11 человек (2014).

## История
В XIX веке деревня была центром имения в Ворнянской воласти Виленской губернии. В 1869 году собственность помещика Рения. В 1915—1918 деревня была оккупирована войсками Германии, 1919—1920 — войсками Польши. С 1922 года в составе Польши. С 1939 года в составе БССР. В 1990 году в составе колхоза «Рассвет».

## Население
- 1897 год — 15 дворов, 81 житель
- 1905 год — 77 жителей
- 1909 год — 8 хозяйств, 97 жителей
- 1938 год — 18 хозяйств, 109 жителей
- 1970 год — 75 жителей
- 2004 год — 9 хозяйств, 17 жителей

## Туризм
Через деревню проходят сплавные маршруты по реке Ошмянка.